# Arjun Kanungo
Arjun Kanungo es un cantante, compositor y productor indio nacido en Mumbai. Ha escrito temas musicales para películas como Goa Gone (2013) y Pizza 3D (2014), con lo cual tuvo una gran popularidad por medio de las descargas de Youtube. Actualmente se encuentra bajo registro del sello discográfico de Sony Music de la India.

## Biografía
Nacido y criado en Mumbai, Arjun Kanungo se graduó en la carrera de comunicación social y además posee un diploma en Ingeniería de Sonido. También tuvo una formación en actuación en la academia de "Lee Strasberg Theatre" y en el Instituto de Cine de la Ciudad de Nueva York en los Estados Unidos.
También se formó en música clásica de la India y toca además el piano y la guitarra. 

## Carrera
A la edad de 18 años, Arjun exploró su lado empresarial mediante una apertura de un estudio de grabación en Mumbai llamado "Promethean audio". Poco tiempo después, se diversificó en diseño acústico. Poco a poco fue ganando popularidad tras su paso como cantante de playback en películas como Goa Goa Gone y Pizza. Como cantante profesional, Arjun ha recorrido otras ciudades de la India, Dubái, Australia y Sri Lanka con Asha Bhosle, además de sus exposiciones individuales.
También ha incursionado como compositor para anuncios publicitarios de televisión y en las puntuaciones de fondo, también ha trabajado con marcas como Nike Cricket y ESPN. 
En el 20 de marzo del 2015 Arjun formó parte del YouTube FanFest, Bombay.

## Influencias
Ha sido influenciado por otros artistas como Iron Maiden, Metallica, Justin Timberlake, Ustad Rashid Khan, Kumar Gandharv, Andy McKee, Wolfgang Amadeus Mozart, Ludwig van Beethoven, Johann Sebastian Bach as well as Kishori Amonkar, Amit Trivedi, Clinton Cerejo y A.R. Rahman.

## Discografía
| Año  | Película     | Canción         | Director musical |
| ---- | ------------ | --------------- | ---------------- |
| 2013 | Goa Goa Gone | Khoon Choos Le  | Sachin - Jigar   |
| 2013 | Mai          | Learn To Adjust | Nitin Shankar    |
| 2014 | Pizza        | Tum Chal Diye   | Saurabh Kalsi    |
| 2015 | Coffee Bloom | Jahan Tum Ho    | Prasad Ruparel   |